# Dover (condado de Norfolk)
Dover es un lugar designado por el censo ubicado en el condado de Norfolk en el estado estadounidense de Massachusetts. En el Censo de 2010 tenía una población de 2.265 habitantes y una densidad poblacional de 200,12 personas por km².

## Geografía
Dover se encuentra ubicado en las coordenadas 42°14′48″N 71°16′5″O / 42.24667, -71.26806. Según la Oficina del Censo de los Estados Unidos, Dover tiene una superficie total de 11.32 km², de la cual 11.03 km² corresponden a tierra firme y (2.56%) 0.29 km² es agua.

## Demografía
Según el censo de 2010, había 2.265 personas residiendo en Dover. La densidad de población era de 200,12 hab./km². De los 2.265 habitantes, Dover estaba compuesto por el 94.17% blancos, el 0.49% eran afroamericanos, el 0.22% eran amerindios, el 4.5% eran asiáticos, el 0% eran isleños del Pacífico, el 0.09% eran de otras razas y el 0.53% pertenecían a dos o más razas. Del total de la población el 0.88% eran hispanos o latinos de cualquier raza.